# Zbigniew Adamczyk
Zbigniew Andrzej Adamczyk (* 22. November 1951 in Katowice) ist ein polnischer Politiker (KPN). Er gehörte von 1991 bis 1993 dem Sejm der Republik Polen in der I. Wahlperiode an.

## Leben und Beruf
Zbigniew Adamczyk besuchte die medizinische Berufsschule in Warschau, die er 1973 abschloss. Anschließend arbeitete er als Elektroradiologe in Warschauer Gesundheitseinrichtungen, bis er 2012 in den Ruhestand ging.

## Politik
Seit Mitte der 1970er Jahre engagierte sich Adamczyk in oppositionellen Gruppierungen, wie dem Komitet Obrony Robotników (Komitee zur Verteidigung der Arbeiter, „KOR“). Später trat er der Konfederacja Polski Niepodległej (KPN) bei. 1980 schloss er sich der unabhängigen Gewerkschaft Solidarność an. Nach der Verhängung des Kriegsrechts gehörte er der geheimen Koordinierungskommission an, die im Untergrund einen Gesundheitsdienst für Verfolgte und ihre Familien in der Region Masowien aufbaute. In den 1980er Jahren wurde er zweimal verhaftet.
Nach der ersten vollständig freien Parlamentswahl, bei der im Wahlkreis Warschau II gewählt worden war, gehörte Adamczyk von 1991 bis 1993 dem Sejm der Republik Polen für die KPN an. Bei der Wahl 1993 verpasste er den Wiedereinzug in das Parlament, die KPN im Wahlkreis Warschau II keinen Sitz mehr erhielt. Bei den Selbstverwaltungswahlen 1998 wurde er für eine Wahlperiode in Gemeinderat des Warschauer Stadtbezirks Ursynów gewählt. Nach der erneuten Registrierung der KPN 2007 wurde er in den politischen Rat der Partei gewählt. Bei den Selbstverwaltungswahlen 2010 (auf der Liste „Bürgervereinigung Ursynów von Stanisław Faliński“) und 2014 (auf der Liste „Unser Ursynów“) kandidierte er jeweils ohne Erfolg für den Gemeinderat von Ursynów.

## Ehrungen
- 2014 Ritterkreuz des Ordens Polonia Restituta[7]
- 2015 Krzyż Wolności i Solidarności[8]